# Steven Hallard
Steven Hallard (n. 22 februarie 1965, Rugby, Anglia, Regatul Unit) este un arcaș ce a reprezentat Regatul Unit al Marii Britanii și al Irlandei de Nord, medaliat olimpic. A participat la 4 ediții ale Jocurilor Olimpice (1984, 1988, 1992, 1996) în care a câștigat două medalii de bronz.